# Insolentipalpus
Insolentipalpus is een geslacht van vlinders van de familie spinneruilen (Erebidae), uit de onderfamilie Herminiinae.

## Soorten
- I. acypera Hampson, 1902
- I. biagi Bethune-Baker, 1908
- I. mesogramma Hampson, 1912
- I. ochreopunctata Bethune-Baker, 1908
- I. olivens Bethune-Baker, 1908